# Tour de Brasil/Vuelta del Estado de San Pablo 2014
La 10.ª edición del Tour de Brasil/Vuelta del Estado de San Pablo, se disputó desde el 9 hasta el 16 de febrero de 2014.
Perteneció al UCI America Tour 2013-2014 siendo la sexta competición del calendario ciclista internacional americano. 
La carrera sufrió un cambio de fecha y no se disputó como venía sucediendo en los últimos años en el mes de octubre, sino que se trasladó a febrero. Debido a ello no hubo edición en 2013.

## Equipos participantes
Tomaron parte de la carrera 20 equipos, siendo 14 de Brasil y 6 extranjeros formados por entre 7 y 8 corredores y totalizando 151 ciclistas al inicio de la prueba, acabando la competición 78 de ellos. 
| - ADF/Bauducco/JKS - Associação Radical/Boituva - Avaí/Florianópolis - Barueri/Penks/Maxxis - Clube DataRo de Ciclismo-Bottecchia - Funvic Brasilinvest-São José dos Campos - Ironage/Colner - Memorial/Prefeitura de Santos - Route Bike - São Francisco Saúde/Ribeirão Preto - São Lucas/Americana - Suzano/DSW/Automotive - UFF de Ciclismo - Velo/Seme Rio Claro | - Androni Giocattoli-Venezuela - EPM-UNE - 4-72 Colombia - OFM-Quinta da Lixa - Start-Trigon Cycling Team - Selección de Rusia |

## Etapas
En esta edición el recorrido sufrió variantes con respecto a años anteriores. Se mantuvieron 8 etapas y algo más de 900 km, pero tuvo dos finales en alto, el primero en la 5.ª etapa en Águas de Lindoia, con una ascenso de primera categoría de 9 kilómetros al 5,4 % aunque los últimos 3, la media era de 9,6 %. Al día siguiente también se llegó en una pequeña subida de 1,5 km en Atibaia. Por primera vez la carrera salió del estado de San Pablo, ya que en la 7ª etapa el final fue en Monte Verde (Minas Gerais) adonde se llegaó luego de un largo ascenso de más de 15 km, hasta llegar a los 1550 metros de altitud. La ruta hacia Monte Verde incluía tramos del 10 % aunque los últimos 10 km eran parcialmente planos.
| Etapa | Fecha         | Recorrido                | Km         | Ganador de la etapa     | Líder                 |
| 1ª    | 9 de febrero  | Barueri-Sorocaba         | 102,9      | Flavio Cardoso          | Flavio Cardoso        |
| 2ª    | 10 de febrero | Sorocaba-Botucatu        | 144,3      | Juan Sebastián Tamayo   | Alex Diniz            |
| 3ª    | 11 de febrero | Botucatu-Brotas          | 146,1      | Magno Nazaret           | Juan Sebastián Tamayo |
| 4ª    | 12 de febrero | Brotas-Brotas            | 25,8 (CRI) | Magno Nazaret           | Magno Nazaret         |
| 5ª    | 13 de febrero | Brotas-Águas de Lindoia  | 191,6      | João Gaspar             | Magno Nazaret         |
| 6ª    | 14 de febrero | Águas de Lindoia-Atibaia | 161,4      | José Eriberto Rodrígues | Magno Nazaret         |
| 7ª    | 15 de febrero | Atibaia-Monte Verde (MG) | 100,4      | Walter Pedraza          | Magno Nazaret         |
| 8ª    | 16 de febrero | Circuito en San Pablo    | 66,5       | Nilceu Santos           | Magno Nazaret         |

## Clasificaciones finales
- Las clasificaciones finalizaron de la siguiente forma:

### Clasificación general
| Posición            | Ciclista            | Equipo                                  | Tiempo           |
| ------------------- | ------------------- | --------------------------------------- | ---------------- |
| Líder de la general | Magno Nazaret       | Funvic Brasilinvest-São José dos Campos | 21 h 54 min 38 s |
| 2º                  | Alex Diniz          | Funvic Brasilinvest-São José dos Campos | a 1 min 27 s     |
| 3º                  | João Gaspar         | Ironage-Colner                          | a 2 min 29 s     |
| 4º                  | Óscar Sevilla       | EPM-UNE                                 | a 2 min 39 s     |
| 5º                  | William Chiarello   | São Lucas-Americana                     | a 4 min 25 s     |
| 6º                  | Walter Pedraza      | EPM-UNE                                 | a 7 min 53 s     |
| 7º                  | Alan Maniezo        | São Lucas-Americana                     | a 8 min 07 s     |
| 8º                  | Juan Pablo Villegas | 4-72 Colombia                           | a 8 min 46 s     |
| 9º                  | Yonder Godoy        | Androni Giocattoli-Venezuela            | a 9 min 05 s     |
| 10º                 | Gregolry Panizo     | Clube DataRo de Ciclismo-Bottecchia     | a 9 min 26 s     |

### Clasificación por puntos
| Posición         | Ciclista       | Equipo                                  | Puntos |
| ---------------- | -------------- | --------------------------------------- | ------ |
| Líder por puntos | Alex Diniz     | Funvic Brasilinvest-São José dos Campos | 37     |
| 2º               | Magno Nazaret  | Funvic Brasilinvest-São José dos Campos | 33     |
| 3º               | Flavio Cardoso | Funvic Brasilinvest-São José dos Campos | 25     |

### Clasificación de la montaña
| Posición            | Ciclista                | Equipo                                  | Puntos |
| ------------------- | ----------------------- | --------------------------------------- | ------ |
| Líder de la montaña | João Gaspar             | Ironage-Colner                          | 25     |
| 2º                  | José Eriberto Rodrígues | Ironage-Colner                          | 12     |
| 3º                  | Óscar Sánchez           | Funvic Brasilinvest-São José dos Campos | 12     |

### Clasificación por equipos
| Posición          | Equipo                                  | Tiempo           |
| ----------------- | --------------------------------------- | ---------------- |
| Líder por equipos | Funvic Brasilinvest-São José dos Campos | 65 h 48 min 07 s |
| 2º                | EPM-UNE                                 | a 20 min 09 s    |
| 3º                | Clube DataRo de Ciclismo-Bottecchia     | a 23 min 53 s    |
| 4º                | 4-72 Colombia                           | a 29 min 30 s    |
| 5º                | São Lucas-Americana                     | a 30 min 32 s    |

## UCI America Tour
La carrera al estar integrada al calendario internacional americano 2013-2014 otorgó puntos para dicho campeonato. El baremo de puntuación es el siguiente:
| Posición                    | 1º | 2º | 3º | 4º | 5º | 6º | 7º | 8º |
| Clasificación general final | 40 | 30 | 16 | 12 | 10 | 8  | 6  | 3  |
| Por etapa                   | 8  | 5  | 2  |    |    |    |    |    |
| Líder General por etapa     | 4  |    |    |    |    |    |    |    |

### Clasificación individual
Los ciclistas que obtuvieron puntos fueron los siguientes:
| Ciclista                | Equipo                                  | Puntos por la clasificación final | Puntos de etapa | Puntos de líder | Total |
| ----------------------- | --------------------------------------- | --------------------------------- | --------------- | --------------- | ----- |
| Magno Nazaret           | Funvic Brasilinvest-São José dos Campos | 40                                | 18              | 16              | 74    |
| Alex Diniz              | Funvic Brasilinvest-São José dos Campos | 30                                | 12              | 4               | 46    |
| Óscar Sevilla           | EPM-UNE                                 | 12                                | 15              | -               | 27    |
| João Gaspar             | Ironage-Colner                          | 16                                | 8               | -               | 24    |
| Walter Pedraza          | EPM-UNE                                 | 8                                 | 8               | -               | 16    |
| Juan Sebastián Tamayo   | Funvic Brasilinvest-São José dos Campos | -                                 | 10              | 4               | 14    |
| Flavio Cardoso          | Funvic Brasilinvest-São José dos Campos | -                                 | 10              | 4               | 14    |
| William Chiarello       | São Lucas-Americana                     | 10                                | 2               | -               | 12    |
| Nilceu Santos           | Clube DataRo de Ciclismo-Bottecchia     | -                                 | 8               | -               | 8     |
| José Eriberto Rodrígues | Ironage-Colner                          | -                                 | 8               | -               | 8     |
| Alan Maniezo            | São Lucas-Americana                     | 6                                 | -               | -               | 6     |
| Kirill Sveshnikov       | Selección de Rusia                      | -                                 | 5               | -               | 5     |
| Edson Calderón          | 4-72 Colombia                           | -                                 | 5               | -               | 5     |
| Murilo Affonso          | Ironage-Colner                          | -                                 | 5               | -               | 5     |
| Juan Pablo Villegas     | 4-72 Colombia                           | 3                                 | -               | -               | 3     |
| Kenny Van Hummel        | Androni Giocattoli-Venezuela            | -                                 | 2               | -               | 2     |
| Jailson Diniz           | Route Bike-Giant                        | -                                 | 2               | -               | 2     |
| Kléber Ramos            | Funvic Brasilinvest-São José dos Campos | -                                 | 2               | -               | 2     |